# Pliocyphosoma
Pliocyphosoma is een geslacht van uitgestorven zee-egels uit de familie Phymosomatidae.

## Soorten
- Pliocyphosoma douvillei (Cotteau, 1875) † Oxfordien, Frankrijk.
- Pliocyphosoma morieri (Cotteau, 1883) † Bathonien naar Oxfordien, Frankrijk.
- Pliocyphosoma legayi (Rigayux, 1882) † Kimmeridgien-Tithonien, Frankrijk.